# Johannes Maria Lenz

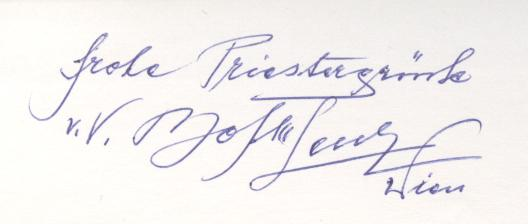
Handschriftliche Buchwidmung von Pater Johannes Maria Lenz

Johannes Maria Lenz (* 7. April 1902 in Graz als Johannes Nepomuk; † 16. Juli 1985 in Villach) war ein katholischer Priester des Erzbistums Wien, Jesuit, Buchautor, Publizist und Verfolgter des NS-Regimes aus Österreich. Als langjähriger Häftling in den Konzentrationslagern Dachau, Mauthausen und Gusen verfasste er auf Anregung von Papst Pius XII. ein dokumentarisches Buch über seine Lagererlebnisse.

## Leben und Wirken
Johannes Maria Lenz stammte aus Graz in der Steiermark und trat am 7. September 1923 in den Jesuitenorden ein, wo er am 26. Juli 1935 die Priesterweihe erhielt.
Wegen seiner offenen Gegnerschaft zum Nationalsozialismus wurde Pater Lenz im Dezember 1938 verhaftet und im Polizeigefängnis  bzw. im Gewahrsam des Landesgerichts I. zu Wien festgehalten. Nach einem Freispruch vor diesem Gericht am 6. Mai 1940 entlassen, verhaftete ihn die Gestapo am 18. des Monats erneut und lieferte ihn am 9. August 1940 ins KZ-Dachau ein, wo er sich außer einem Zwischenaufenthalt in den KZ Mauthausen und Gusen I. bis zur Befreiung am 29. April 1945 im Pfarrerblock befand. Er wurde dort stark misshandelt und gefoltert, überstand die Lagerhaft jedoch verhältnismäßig gut.
Nach der Befreiung hielt er sich noch einige Zeit als Seelsorger in Dachau auf, bis auch die letzten Gefangenen gingen. Über den Münchner Weihbischof Johannes Neuhäusler ließ ihm Papst Pius XII. 1945 die Bitte zukommen, seine Erlebnisse in Buchform zu dokumentieren. Am 24. Mai 1950 trat Lenz aus dem Jesuitenorden aus und schloss sich 1951 der Gemeinschaft der Kalasantiner an, die er aber 1954 ebenfalls verließ, um Weltgeistlicher zu werden. Er ließ sich im Erzbistum Wien inkardinieren, behielt aber die Anrede Pater bei.
Neben seinen priesterlichen Funktionen widmete er sich nunmehr hauptsächlich der Fertigstellung seines Erlebnisberichtes über die Zeit in den Konzentrationslagern. Die Niederschrift hatte er schon 1945 begonnen, aber die Drucklegung dauerte  bis zum Jahre 1956, als das Buch unter dem Namen „Christus in Dachau“ erstmals erschien. Bis 1974 lagen in deutscher Ausgabe 10 Auflagen mit fast 50.000 Exemplaren vor; zusätzlich wurde das Werk in Englisch, Polnisch und Slowenisch publiziert. Pater  Lenz reiste viel zur Vorstellung seines Buches und zu Vorträgen über die KZ-Haft, auch bis in die USA. Die Zeit im Konzentrationslager hatte sein priesterliches Leben einschneidend verändert und sollte es bis zum Ende prägen; sein Buch gilt konfessions- und parteiübergreifend als Standardwerk zum Thema.
In den 1970er Jahren geriet Johannes Maria Lenz in Opposition zur Leitung des Erzbistums Wien, da er sich gegen die Neuerungen der Liturgiereform aussprach und sich nachhaltig für die Zelebration der Tridentinischen Messe einsetzte. Ab Frühjahr 1979 lebte er in Villach, wo er 1985 starb. Sein ehemaliger Mitgefangener, Pfarrer Eugen Weiler (1900–1992), Priester aus dem Erzbistum Freiburg, widmete ihm 1986 eine ausführliche Biografie.